# Anatolij Skorochod
Anatolij Wolodymyrowytsch Skorochod (ukrainisch Анатолій Володимирович Скороход, russisch Анатолий Владимирович Скороход Anatoli Wladimirowitsch Skorochod, wiss. Transliteration Anatolij Volodymyrovyč Skorochod, englische Transkription Skorokhod, in der Literatur manchmal auch Skorohod; * 10. September 1930 in Nikopol; † 3. Januar 2011 in Lansing, Michigan (USA)) war ein ukrainischer Mathematiker und seit 1985 Akademiemitglied der Nationalen Akademie der Wissenschaften der Ukraine.

## Leben
Skorochod studierte Mathematik an der Universität Kiew mit dem Abschluss 1953. Ab 1956 war Skorochod an der Kiewer Staatsuniversität tätig sowie am Mathematischen Institut der Nationalen Ukrainischen Akademie der Wissenschaften. Er wurde 1962 bei Eugene Dynkin habilitiert (russischer Doktortitel). Seit 1964 war er Professor an der Universität Kiew. Seit 1993 war er Professor an der Michigan State University (USA) und Mitglied der American Academy of Arts and Sciences.
Seine wissenschaftlichen Arbeitsgebiete umfassten stochastische Differentialgleichungen, Grenzwertsätze von Zufallsprozessen, Verteilungen
in unendlichdimensionalen Räumen, Statistiken von Zufallsprozessen und Markow-Prozessen.
Außerdem war er der Autor von mehr als 450 wissenschaftlichen Arbeiten, darunter mehr als 40 Monografien und Bücher.
Er war Invited Speaker auf dem Internationalen Mathematikerkongress 1986 in Berkeley (Stochastic Processes in Infinite Spaces, russisch).

## Nach ihm benannte Dinge
- Skorochod-Darstellung: Für jede in Verteilung konvergente Folge von Zufallsvariablen existiert ein Wahrscheinlichkeitsraum mit einer weiteren Folge von Zufallsvariablen, welche dieselbe Verteilung besitzen und zusätzlich fast sicher konvergieren.
- Skorochodscher Einbettungssatz: Zu jeder Zufallsvariable mit Erwartungswert null und endlicher Varianz existiert eine Stoppzeit {\displaystyle \tau }, so dass der in {\displaystyle \tau } gestoppte Wiener-Prozess dieselbe Verteilung hat wie die Zufallsvariable.
- Skorochod-Integral: ein verallgemeinertes stochastisches Integral.
- Ungleichung von Ottaviani-Skorokhod: Eine Ungleichung für endliche Familien von stochastisch unabhängigen Zufallsvariablen.

## Schriften
- mit Iossif Iljitsch Gichman (I. I. Gikhman): Introduction to the theory of random processes, W. B. Saunders 1969, Dover 1996
- mit I. I. Gikhman Stochastic Differential Equations, Springer Verlag 1972
- mit I. I. Gikhman Controlled stochastic processes, Springer Verlag 1979
- mit I. I. Gikhman Theory of stochastic processes, Springer Verlag, 3 Bände, 2004–2007
- Random processes with independent increments, Kluwer 1991
- Asymptotic methods in the theory of stochastic differential equations , American Mathematical Society 1989
- Random linear operators, Reidel 1984
- Studies in the theory of random processes, Dover 1982
- Stochastic equations for complex systems, Reidel/Kluwer 1988
- Stochastische Differentialgleichungen, Berlin, Akademie Verlag 1971
- Integration in Hilbert Space, Springer Verlag 1974
- mit Yu. V. Prokhorov Basic principles and applications of probability theory, Springer Verlag 2005
- mit Frank C. Hoppensteadt, Habib Salehi: Random perturbation methods with applications in science and engineering, Springer Verlag 2002